# Waziristan

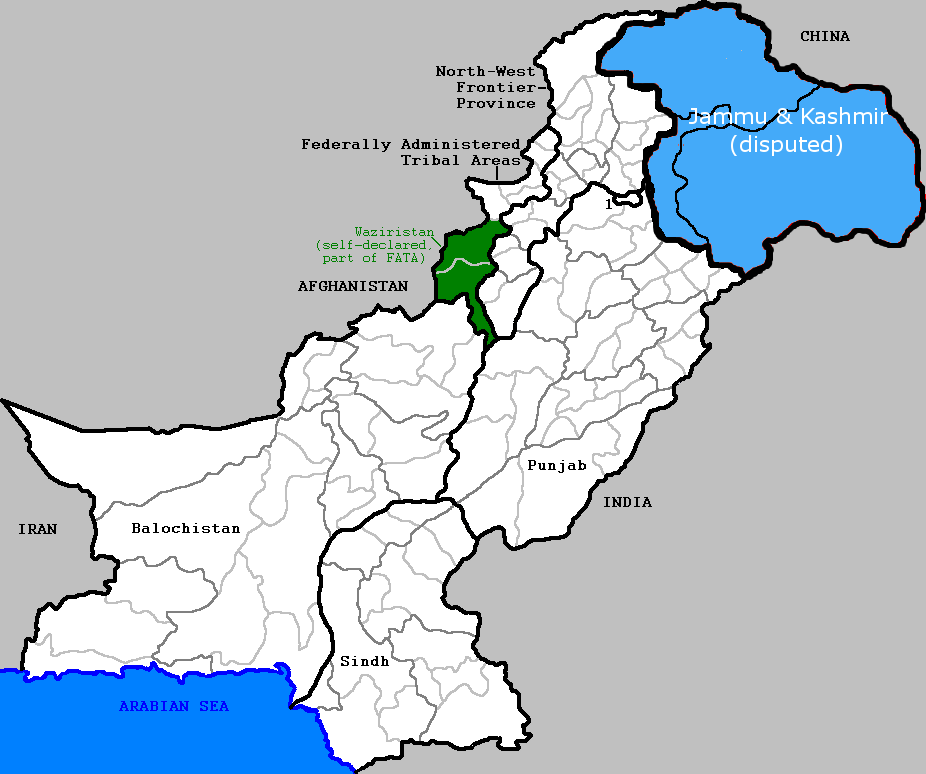
Mapa Pakistanu. Waziristan zaznaczony na zielono

Flaga Waziristanu

Waziristan czyt. łaziristan (paszto وزیرستان) – region w północno-zachodnim Pakistanie, przy granicy z Afganistanem, wchodzący w skład Terytoriów Plemiennych Administrowanych Federalnie, zamieszkany przez Pasztunów. Od 2004 trwały nieustanne walki pomiędzy regionalnymi separatystami a rządem Pakistanu. 14 lutego 2006 Islamski Emirat Waziristanu ogłosił niepodległość, nieuznaną na arenie międzynarodowej. Przywódcą separatystów jest Haji Omar. Separatyści pasztuńscy są wspierani przez Talibów oraz Al-Kaidę. 5 września 2006 Pakistan zawarł układ pokojowy ze starszyzną Waziristanu, zaprzestając jednocześnie akcji militarnych skierowanych przeciw zbrojnym milicjom z tego regionu. Pokój gwarantuje nieingerowanie centralnych władz Pakistanu w wewnętrzne sprawy regionu oraz nieangażowanie się mieszkańców Warizistanu w konflikt w Afganistanie. Układ potwierdza również przynależność regionu do Pakistanu.